# Citroën Evasion
Citroën Evasion var en större MPV-modell som introducerades 1994. 
Evasion togs fram tillsammans med Fiat, Lancia och Peugeot i och med det så kallade Eurovansamarbetet. Totalt erbjöds sex motorer på mellan 1,9 och 2,1 liters slagvolym med antingen diesel- eller bensindrift. Förutom den regelrätta personfraktarversionen erbjöds även en skåpvariant, kallad Jumpy. Denna säljs för övrigt än idag. Evasion slutade däremot att tillverkas 2002, då den ersattes av C8-modellen.